# The Next Episode

"The Next Episode" é um single do rapper americano Dr. Dre lançado em 2000, do seu álbum 2001. Conta com rappers convidados como Snoop Dogg, Nate Dogg e Kurupt. Foi o terceiro single retirando de 2001, lançado em 1999, e estreou na 23ª posição da Billboard Hot 100, parada de sucessos da revista americana Billboard. Vendeu 146.570 cópias no Reino Unido entre 2001 e 2002, de acordo com o Chartfacts, e é a segunda canção mais baixada do rapper no iTunes.
A letra cantada por Dre foi escrita pelo então artista da Aftermath, Hittman. O título da canção remonta ao clássico sucesso da dupla Dr. Dre e Snoop Dogg, "Nuthin' but a 'G' Thang", do primeiro álbum solo de Dre, The Chronic, de 1992, no qual Snoop Dogg orienta o ouvinte, no fim do refrão, a "ficar frio, até o próximo episódio" ("just chill, 'til the next episode," - verso que, por sua vez, já é uma referência à canção "It's My Thang," do álbum Stricly Business, do EPMD), "episódio" este que no entanto não se referia originalmente a este single, mas sim a uma canção de 1993 gravada originalmente para o álbum Doggystyle, e que não chegou a ser incluída na versão final do disco. Listada originalmente na contracapa de Doggystyle como "Tha Next Episode", a versão original da canção seria do próprio Snoop Dogg com participação de Dr. Dre, e tinha uma batida e letra totalmente diferentes. Esta versão original, com 4 minutos e 36 segundos de duração, havia sido referenciada em "Nuthin' but a 'G' Thang" diversas vezes, e seu fundo foi utilizado posteriormente por Warren G em "Runnin' Wit No Breaks", do álbum Regulate...G Funk Era.
O principal sample da canção utiliza "The Edge", de David McCallum, utilizando-se de um pequeno segmento no início da canção, que é repetido no meio e na sequência final.
A canção foi indicada para um Prêmio Grammy de melhor performance de rap por uma dupla ou grupo, em 2001; o prêmio, no entanto, acabou indo para a parceria entre o próprio Dre e Eminem, em "Forgot About Dre".
A versão lançada em rádios e canais de música foi muito editada, e muitos dos versos tiveram que ser regravados.
A canção foi listada na 306ª posição na lista de melhores canções da década de 2000 compilada pela revista Pitchfork.
A canção também é conhecida como "Smoke Weed Everyday" na cultura popular, frase dita no ultimo verso da canção por Nate Dogg na versão explicita.

## Faixas
1. "The Next Episode" (versão LP)
2. "Bad Guys Always Die" (part.Eminem)
3. "The Next Episode" (instrumental)

## Desempenho nas paradas
Tabelas pelo mundo
| Tabelas (2000)                                              | Melhor posição |
| ----------------------------------------------------------- | -------------- |
| França (French Singles Chart)                               | 22             |
| Alemanha (German Singles Chart)                             | 34             |
| Irlanda (Irish Singles Chart)                               | 11             |
| Reino Unido (UK Singles Chart)                              | 3              |
| Estados Unidos (Billboard Hot 100)                          | 23             |
| Estados Unidos (Billboard Hot R&B/Hip-Hop Singles & Tracks) | 11             |
| Estados Unidos (Billboard Hot Rap Singles)                  | 9              |
| Estados Unidos (Billboard Rhythmic Top 40)                  | 2              |
| Estados Unidos (Billboard Top 40 Tracks)                    | 28             |

### Tabelas de fim de ano
| Tabelas (2000)                     | Position |
| ---------------------------------- | -------- |
| Estados Unidos (Billboard Hot 100) | 76       |